# José Silva Peneda
Pour les articles homonymes, voir José Silva (homonymie), Silva et Peneda.
José Albino da Silva Peneda, né le 6 juin 1950 à Matosinhos, est un homme politique portugais membre du Parti social-démocrate (PPD/PSD).
Il est ministre du Travail entre 1987 et 1993.

## Biographie

### Formation et vie professionnelle
Il est titulaire d'une licence en économie de l'université de Porto. En 1972, il intègre la commission de planification de la Région Nord, en tant que technicien. Il devient l'année d'après enseignant à la faculté d'économie de son université.
Il est promu secrétaire de la commission de planification en 1974 et abandonne son poste universitaire un an plus tard. En 1978, il se voit promu chargé de gestion de la commission.

### Secrétaire d'État
Il est désigné le 7 août 1979, à 29 ans, secrétaire d'État à l'Administration régionale et locale auprès du ministre adjoint pour l'Intérieur, Manuel da Costa Brás. Il est confirmé le 10 janvier 1980 auprès du nouveau ministre de l'Intérieur, Eurico de Melo.
Il est remplacé le 12 janvier 1981, à la suite de la formation d'un nouveau gouvernement. Il prend alors le poste de vice-président de la commission de coordination de la Région Nord.
Pour les élections législatives anticipées du 6 octobre 1985, il est neuvième de la liste du PPD/PSD dans le district de Porto. Élu député à l'Assemblée de la République, il est nommé le 8 novembre secrétaire d'État à la Planification et au Développement régional auprès du ministère de la Planification Luís Valente de Oliveira.
À l'occasion du XIIIe congrès national du PPD/PSD, célébré à Lisbonne en juin 1986, il est élu membre de la commission politique nationale.

### Ministre du Travail
Il est investi par sa formation politique tête de liste dans le district de Bragance aux élections législatives anticipées du 19 juillet 1987. Le 17 août, José Silva Peneda est choisi à 37 ans comme ministre de l'Emploi et de la Sécurité sociale dans le deuxième gouvernement du libéral Aníbal Cavaco Silva.
Dès le XVe congrès national du PPD/PSD, organisé en avril 1990 à Lisbonne, il quitte la commission politique nationale pour rejoindre le conseil national. Confirmé comme chef de file des libéraux de Bragance aux élections législatives du 6 octobre 1991, il est reconduit dans ses fonctions ministérielles le 31 octobre.

### Après le gouvernement
Il est relevé de ses fonctions lors du remaniement ministériel opéré par Cavaco Silva le 7 décembre 1993. Il ne se représente pas aux élections de 1995 et s'éloigne alors de la vie politique. Après avoir exercé entre 1994 et 1996 la présidence de la commission de coordination de la Région Nord, il rejoint différents conseils d'administration d'entreprises industrielles ou médiatiques. Il préside ainsi celui du Jornal de Noticias (JN) entre 2003 et 2004.
Aux élections européennes du 13 juin 2004, il est placé en cinquième position sur la liste « En avant le Portugal ! » (en portugais : Força Portugal !), qui rassemble libéraux et conservateurs sous la conduite de João de Deus Pinheiro. Élu au Parlement européen, il siège toute la législature à la commission de l'Emploi et des Affaires sociales. Il ne se représente pas aux élections de 2009.
Le 23 décembre suivant, il est désigné président du Conseil économique et social (CES), sur proposition du PPD/PSD et du Parti socialiste. Il est officiellement relevé de ces responsabilités le 2 mars 2015, pour devenir conseiller au cabinet du président de la Commission européenne Jean-Claude Juncker.